# Polygyridae
Polygyridae zijn een familie van weekdieren uit de klasse van de Gastropoda (slakken).

## Taxonomie
De volgende taxa zijn in de familie ingedeeld:
- Onderfamilie Polygyrinae Pilsbry, 1895
  - Tribus Polygyrini Pilsbry, 1895
    - Subtribus Polygyrina Pilsbry, 1895
      - Geslacht Giffordius Pilsbry, 1930
      - Geslacht Polygyra Say, 1818
      - Geslacht Linisa Pilsbry, 1930
      - Geslacht Lobosculum Pilsbry, 1930
      - Geslacht Praticolella Martens, 1892
      - Geslacht Millerelix Pratt, 1981
      - Geslacht Daedalochila Beck, 1837

    - Subtribus Mesodontina Tryon, 1866
      - Geslacht Patera Albers, 1850
      - Geslacht Inflectarius Pilsbry, 1940
      - Geslacht Fumonelix Emberton, 1991
      - Geslacht Appalachina Pilsbry, 1940
      - Geslacht Mesodon Férussac, 1821

    - Subtribus Stenotrematina Emberton, 1995
      - Geslacht Euchemotrema Archer, 1939
      - Geslacht Stenotrema Rafinesque, 1819

  - Tribus Allogonini Emberton, 1995
    - Geslacht Cryptomastix Pilsbry, 1939
    - Geslacht Allogona Pilsbry, 1939
    - Geslacht Trilobopsis Pilsbry, 1939

  - Tribus Ashmunellini Webb, 1954
    - Geslacht Ashmunella Pilsbry & Cockerell, 1899

  - Tribus Vespericolini Emberton, 1995
    - Geslacht Hochbergellus Roth & Miller, 1992
    - Geslacht Vespericola Pilsbry, 1939
- Onderfamilie Triodopsinae Pilsbry, 1940
  - Geslacht Webbhelix Emberton, 1988
  - Geslacht Neohelix Ihering, 1892
  - Geslacht Xolotrema Rafinesque, 1819
  - Geslacht Triodopsis Rafinesque, 1819